# Santuari d'Isis i Mater Magna
El Santuari d'Isis i Mater Magna (Cíbele) és un lloc de culte de l'antiga ciutat romana de Mogoncíacum (actual Magúncia, a Alemanya), que va estar actiu entre el segle I i el III. Les ruïnes d'aquest jaciment van desenterrar-se a finals del 1999 durant les obres d'un centre comercial de la ciutat de Mainz.
Les inscripcions d'ofrenes d'aquest santuari testimonien la relació entre la dinastia Flàvia i la construcció del santuari i fan pensar que la consagració es vincula a un fet polític determinat. Un petit museu a la planta baixa de l'actual galeria comercial en conserva les ruïnes, algunes restes i un espectacle multimèdia que reconstrueix l'antic santuari.

## Context històric
La presència romana a Magúncia, que va durar quasi cinc segles, va començar el 13-12 abans de la nostra era amb la construcció d'un castrum, un monticle a mig vessant de la vall del Rin, al suburbi anomenat Kästrich. El ràpid creixement de Canabæ, un vicus civil colonitzat entre el campament i el Rin, feu que aviat es construïssen edificis públics romans, com ara banys, el teatre, edificis administratius i el temple, sobretot durant el regnat dels Flavis. Fou llavors quan es van posar els fonaments del Temple d'Isis i Mater Magna.

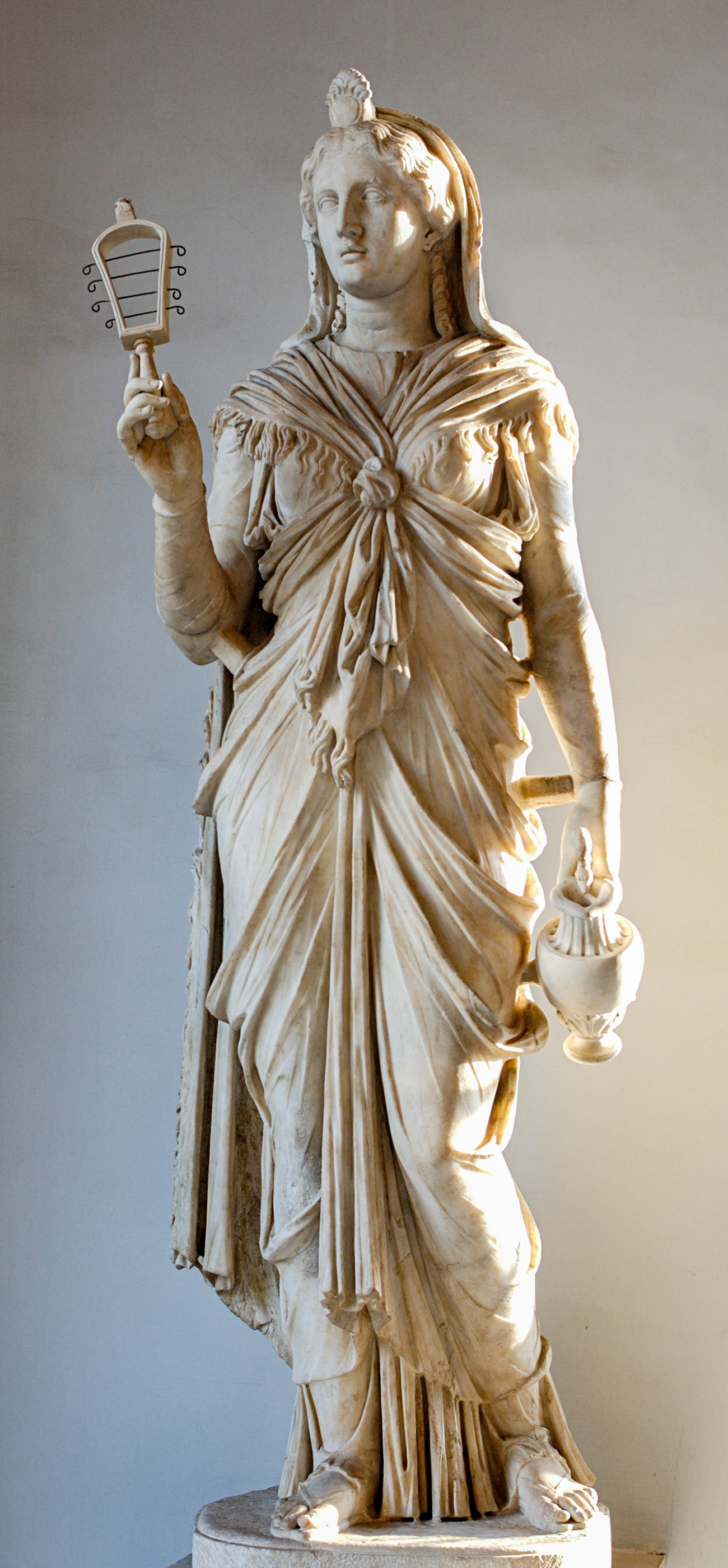
Estàtua de marbre d'Isis, primera meitat del s. II (Vil·la Adriana, a prop de Tívoli

Segons les inscripcions trobades al jaciment, el santuari de Mogoncíacum estava dedicat tant a Isis (designada ací pels seus epítets Panthea i Regina) com a la dea Mare Mater Magna. La veneració d'aquestes dues dees es degué importar amb l'arribada de les tropes romanes, establertes a Magúncia com a part de l'Imperi romà. El culte a Isis i Osiris prové d'Egipte; pel que fa a la dea Mater Magna, està vinculada a la dea anatòlica Cíbele. Aquests dos cultes ja gaudien d'un antic favor entre els romans: segons l'historiador Titus Livi, Cíbele/Mater Magna es venerava a Roma des de finals del segle III abans de la nostra era. Isis havia pertangut durant molt de temps al Panteó de l'Egipte faraònic. El món romà, que va conéixer aquest culte gràcies als Ptolemeus i l'hel·lenisme, en va prohibir en part la pràctica sota la República i l'Alt Imperi fins al regnat de Tiberi, abans que florís sota Calígula. En canvi, aquests cultes eren desconeguts a la nova província de Germània Superior i la seua capital Mogoncíacum.
Com que el fundador de la dinastia Flàvia, l'emperador Vespasià, havia consagrat les seues pretensions sobre l'imperi davant l'altar del déu egipci Serapis a Alexandria, els Flavis van mantenir una relació especial amb les religions orientals. La dea egípcia Isis esdevingué així la icona del culte imperial, comparable a Venus per a la gens Júlia. En aquest context, els segells trobats a la pedra indiquen que es va aixecar un temple per ordre de l'emperador per commemorar el seu culte.
El santuari es va ampliar diverses vegades durant els dos segles següents, i encara es va mantenir 250 anys després dins les muralles de la ciutat. Cap a la fi del segle III, o potser més tard, el culte a Isis i Mater Magna va caure en desús a Magúncia, i restà en ruïnes. No se sap amb certesa el començament de la pràctica religiosa. Les restes datables fins ara testimonien l'ús del santuari en el segle I i II.
És probable que, per la situació de Magúncia a l'alta edat mitjana, les restes estiguessen abandonades en aquest període. Amb la construcció del convent de les Clarisses poc després del 1330, i la construcció, ja contemporània, del Wamboldter Hof, el barri es va cobrir de monestirs i cases aristocràtiques medievals.

## Descobriment de les restes

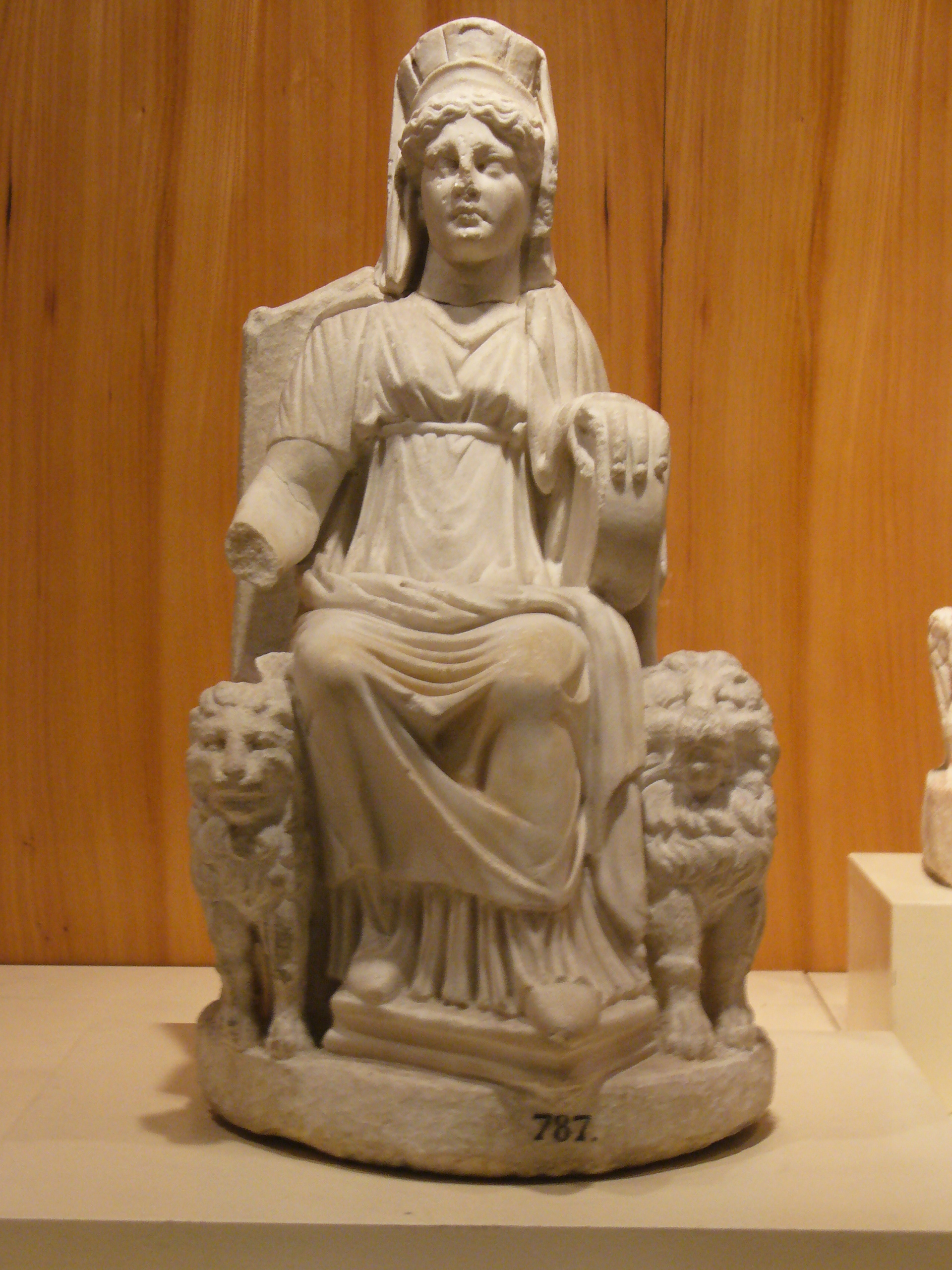
Cíbele, Mater Magna, al Museu Arqueològic d'Istanbul

L'any 1999, Magúncia va reurbanitzar una de les darreres illes dels anys 1950 al centre de la ciutat. Els edificis existents van ser enderrocats per construir un centre comercial i posar nous fonaments en la gran excavació feta. El lloc de construcció fou examinat per la sucursal de Mainz del Departament de Patrimoni de Renània-Palatinat. Com que se sabia que per aquest lloc devia passar una via romana que unia el campament dels legionaris amb el pont que creua el Rin (una part se'n va descobrir durant les obres), els arqueòlegs esperaven trobar-se amb les ruïnes de cases o parades del període gal·loromà.
Però a cinc metres de profunditat, a finals del 1999, van trobar dues restes importants més: les ruïnes d'un santuari gal·loromà i un enterrament anterior d'una antiguitat de set segles i que pertany a la civilització de Hallstatt. Durant les excavacions, no sols es va demarcar el santuari i tots els annexos, sinó també la tomba d'una dona celta de Hallstatt, datada del 680/650 abans de la nostra era. Els estudis, de 17 mesos de durada, van acabar a principis del 2001. Per dur a terme les investigacions paleobotàniques i paleontològiques, es van alliberar 15 tones de runa addicionals per 49 metres cúbics d'excavació.
Les autoritats havien previst al principi traslladar les restes un cop acabades les excavacions, per tal de continuar construint el centre comercial. Un jaciment descobert als anys 1970, el Mithræum de la Ballplatz, que data del segle I, havia patit una sort semblant: molt poc estudiat, havia estat destruït irreparablement durant uns treballs d'urbanització. Els habitants de Magúncia, però, es van oposar a aquest projecte i, agrupats en la Iniciativa Römisches Mainz, recolliren 10.000 signatures per la preservació del santuari.
Per això, la ciutat va decidir mantenir el santuari en l'indret originari i integrar-lo al centre comercial. Tanmateix, com que s'havia de construir un garatge subterrani, es va haver de recaptar fons per a traslladar les restes uns metres. El cost d'aquesta obra, l'ha assumit la ciutat de Magúncia i l'estat de Renània-Palatinat. Des de la inauguració el 30 d'agost del 2003 (a la qual assistiren unes 25.000 persones), es pot visitar el Santuari d'Isis i Mater Magna a la Taberna arqueològica situada a la Kellergeschoss del centre comercial.

## L'antic santuari

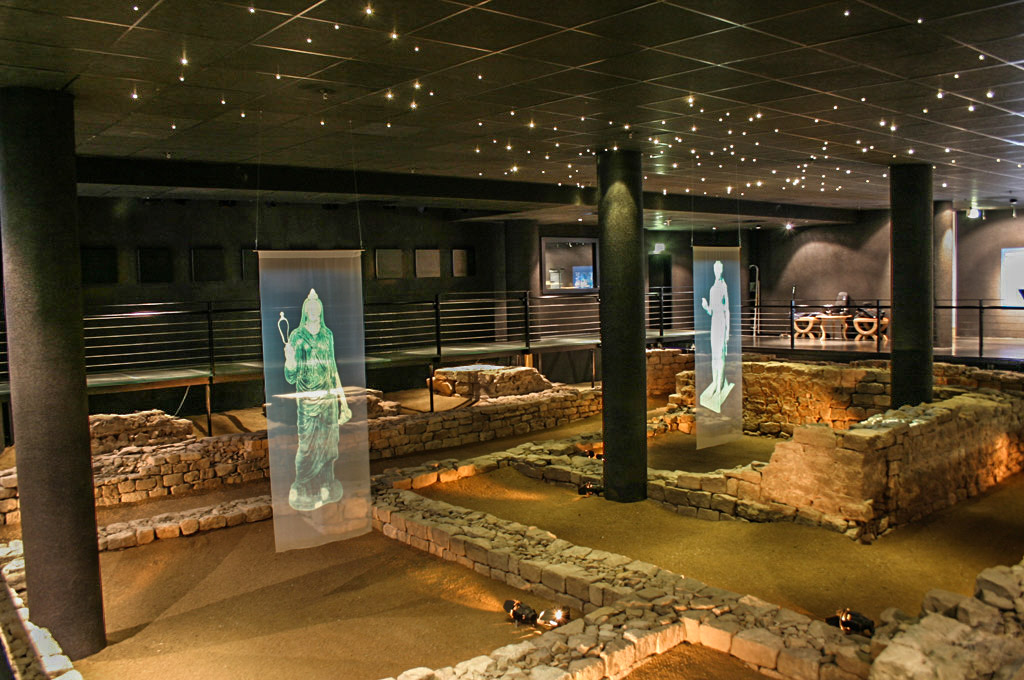
Restes del santuari (Taberna archaeologica, Mainz)

El Santuari d'Isis no és precisament un temple d'estil grecoromà: no té perípter, ni sala central (cella), ni la planta rectangular habitual. Més aviat és un espai dedicat tancat que conté sales que en comparteixen la superfície total. Durant dos segles, l'edifici fou remodelat, de vegades totalment. El santuari fou erigit durant el darrer terç del segle I a la vora de la via romana que duia des del campament legionari (l'actual districte de Kästrich, del llatí castra) fins al pont que creua el Rin. Llavors, encara es podia veure el túmul celta de Hallstatt. Per als constructors, aquest terreny era considerat un lloc sagrat, i aquest indret va ser escollit per a construir el santuari, com ho demostra un pou de maçoneria curosament executat, col·locat a sota del centre del santuari.
Al santuari s'accedia des del carrer Major per un carreró lateral. Davant l'entrada hi havia latrines i unes sales amb llar de foc i una font, que es podien fer servir com a lloc de reunió o de culte. El primer annex també incloïa dos petits temples rectangulars. Les posteriors ampliacions del segle II feren que el santuari arribàs a 16 × 16 m2. Més tard, dues estances de la mateixa mida foren envoltades per extensions adjacents més petites. Al centre, a l'eix del temple, hi havia una sala per a ablucions, que probablement servia per als rituals. També hi havia a l'eix d'aquesta sala l'únic portal encara reconeixible enmig de les restes de murs, que estaven molt malmesos. La font d'ablució podria haver-se utilitzat per a proporcionar aigua del Nil sagrat per al culte d'Isis. Davant d'aquest conjunt de peces hi havia tres pedestals de pedra dins el recinte del santuari. Probablement eren altars. També hi havia al pati interior rastres de llars amb relleus d'ofrenes calcinades i fosses.

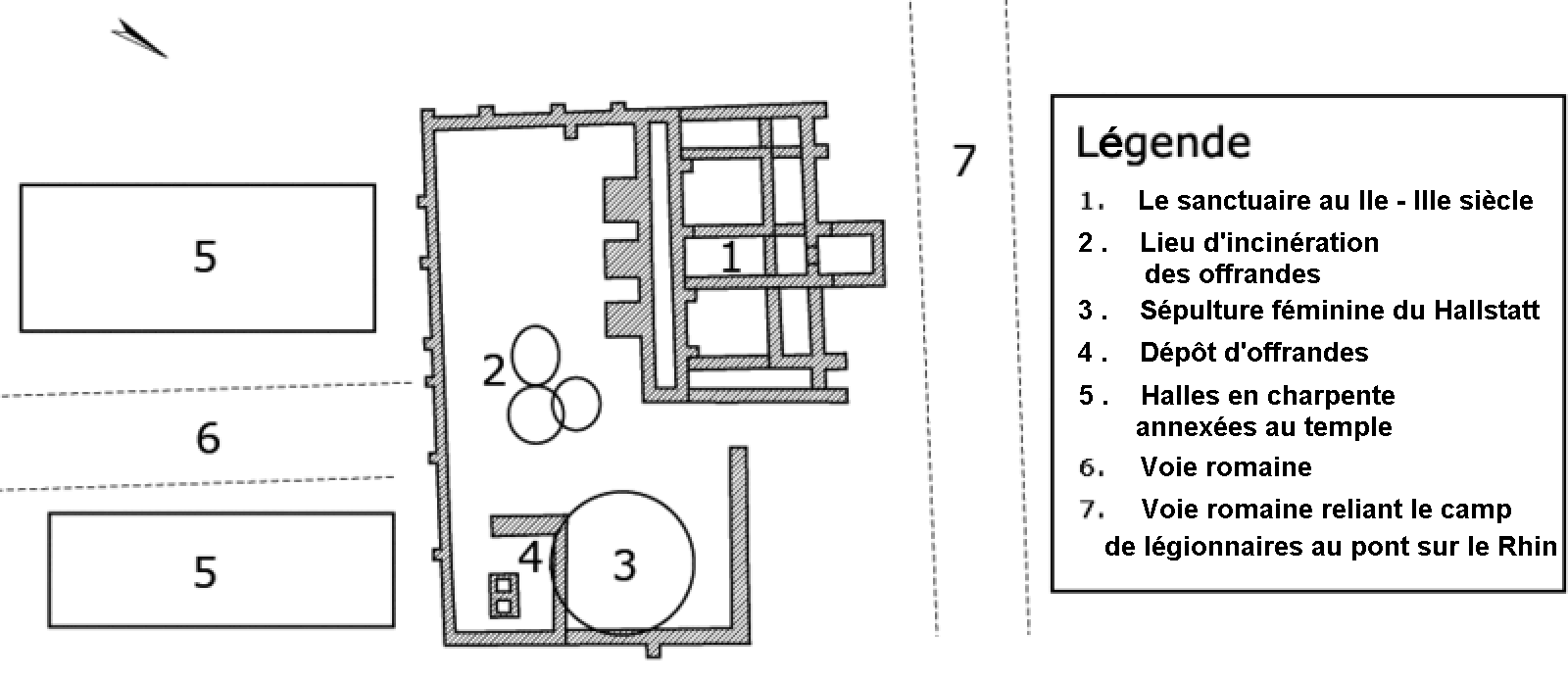

Els edificis eren tots d'entramat de fusta amb basament de pedra. Les façanes s'havien enguixat i pintat. Durant les excavacions es van trobar molts fragments multicolors de guix i fragments d'estuc. Un dels fragments més grans del fresc representa sobre fons roig Anubis amb el ceptre heràldic i una palma, tal com el descriuen els antics, com ara Luci Apuleu. Sobre els blocs de pedra emprats com a altars, es van trobar in situ fragments d'estuc pintats de blanc. Sembla que el terra del temple era fet de terra empaquetada, ja que no es va trobar cap rastre de rajoles. Els edificis estaven coberts amb teules de terracota i fusta. El més sorprenent és el nombre de segells militars que es trobaren impresos als maons, com els de la legió de Magúncia, la Legió XXII Primigènia, de la Legió I Adiutrix o de la IV Macedònica. La recerca interdisciplinària ha permés reconéixer l'origen de la ceràmica romana que contenia un segell, els tallers de Rheinzabern.

## El museu arqueològic

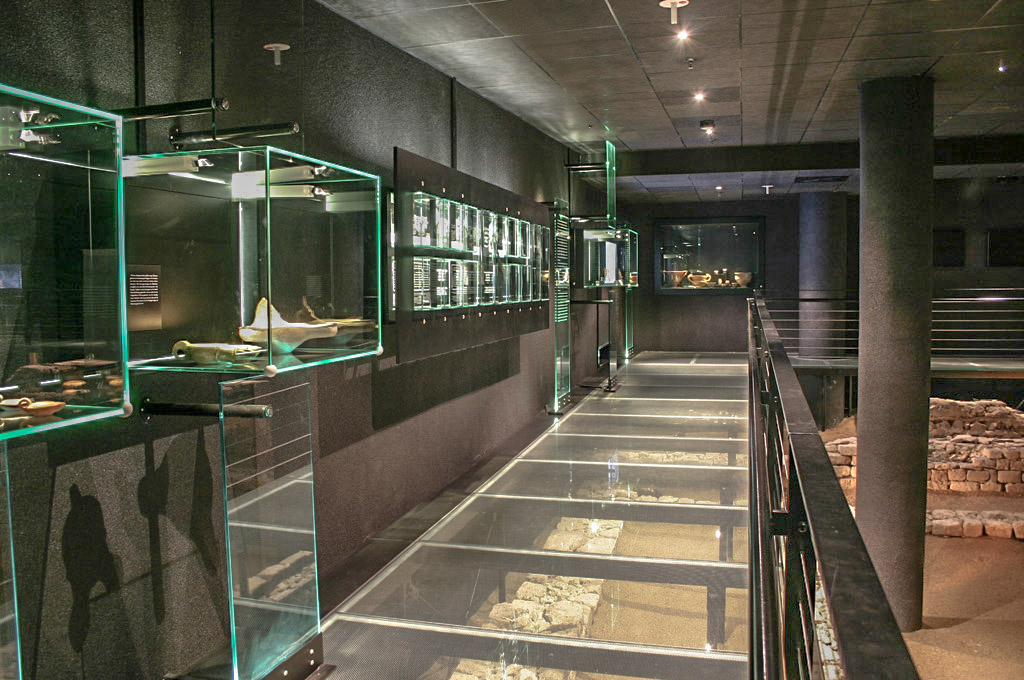
Aparador que mostra les restes del santuari

Durant les excavacions, es van conservar i reconstruir les estructures del santuari tal com eren al segle II. El santuari es va reconstruir a la Kellergeschoss de la galeria comercial Römerpassage, a una alçada de 5 m (és a dir, la que s'havia trobat en les excavacions) i en la posició exacta que ocupava en relació amb la via romana. Un curtmetratge reconstrueix un ritu de maledicció protagonitzat per la sacerdotessa d'Isis i un ciutadà romà. Aquesta pel·lícula també mostra una rèplica del santuari, com a escenari per a l'acció. També s'hi explica el desenvolupament del culte d'Isis i les festes de les Saturnals a la Magúncia gal·loromana de l'any 69. Els principals objectes trobats s'exposen en una desena de vitrines en nínxols a les parets.

## Algunes restes significatives

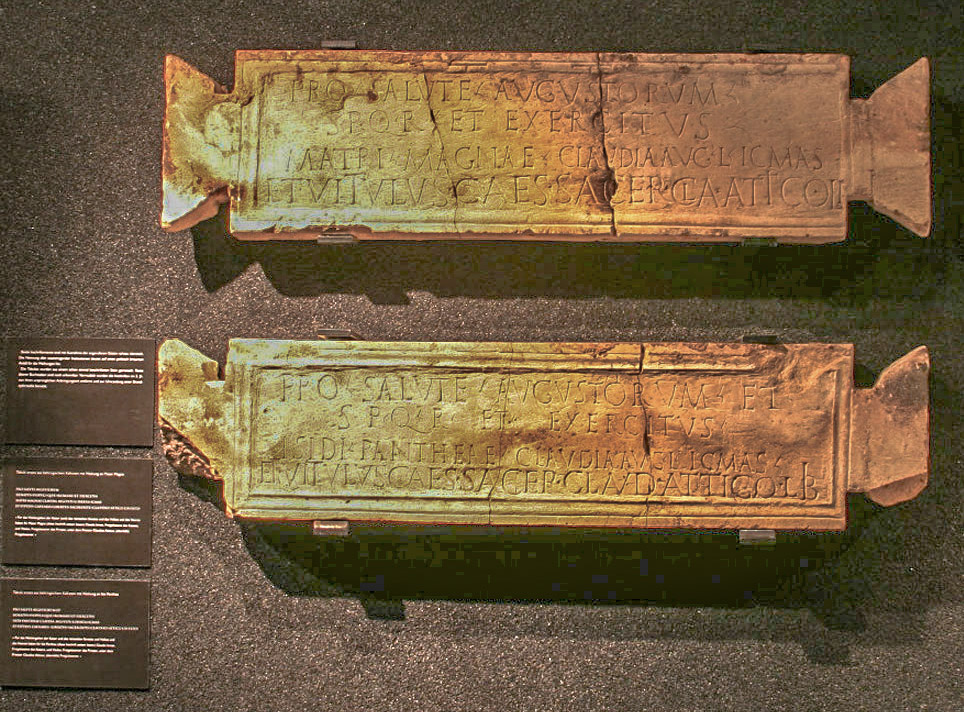
Tabulae ansatæ de Claudia Icmas i Vitulus

### Inscripcions d'ofrenes
A prop dels altars es van trobar tauletes d'ofrenes, intactes i trencades. Aquests objectes van permetre identificar amb certesa les deïtats a qui es dedicava el temple i, també, establir, gràcies a les inscripcions, el vincle amb l'emperador Vespasià, i amb això la data de fundació.
Aquestes són les tres inscripcions més importants trobades:
- Fragment d'una tabula ansata (tauleta amb dues nanses) de gres, que estava penjada en una paret. La inscripció cita l'emperador Vespasià,[10] emperador romà des de l'11 de juliol del 69 fins al 23 de juny del 79:

Marion Witteyer, arqueòloga especialitzada en aquest jaciment, dedueix de l'esment explícit de totes les autoritats (emperador, senat, poble i exèrcit) en les dues darreres dedicatòries, que la consagració en va tenir lloc amb motiu d'un gran fet polític. Al final d'una situació de crisi, que l'ordre públic només es pogués restablir amb el suport de les legions de Magúncia, podria ser el motiu de la inauguració d'aquest santuari. Aquesta hipòtesi es recolza en el nombre considerable de rajoles, senyalitzades amb insígnies militars, que després servien per delimitar edificis públics. Indicarien que la construcció se'n degué a una decisió del govern, o que fou possible gràcies al subministrament de materials per part de l'estat.

### Tauletes de maledicció

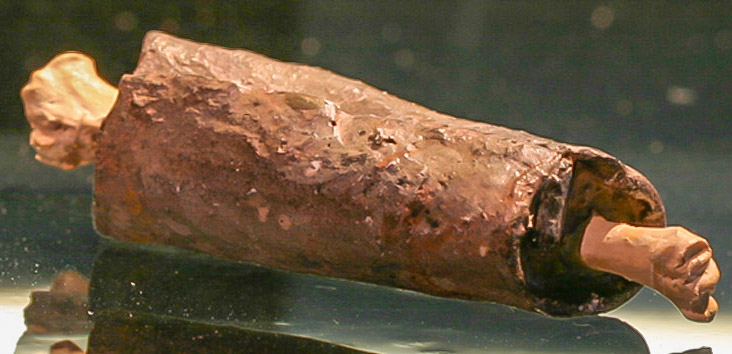
Tauletes que porten una maledicció (amplada ≈)

Entre les restes trobades durant les excavacions, hi ha 34 tauletes de maledicció extretes de la fossa d'ofrenes. Només hi ha 600 tauletes d'aquest tipus conegudes arreu del món: només, l'estoc trobat a Magúncia duplica el nombre de les trobades a Alemanya. Les tauletes desxifrades a Mainz contenen sobretot fórmules d'encanteri. Maleeixen persones per robatori de béns o de diners, tret d'un cas en què es tracta d'una rivalitat amorosa entre dues dones. Aquestes pràctiques màgiques no es podien practicar pas públicament al temple en presència d'un sacerdot, sinó en secret, perquè el dret romà ho prohibia. Com demostra el nombre d'encanteris màgics trobats durant les excavacions del temple, els rituals de maledicció pagant una quota devien formar part de la pràctica ordinària dels sacerdots.
Aquestes notes de maledicció, enrotllades o plegades en una tauleta, daten de finals del segle I o primeria del II. La mida en varia de 3 × 5 cm a 10× 20 cm. Una d'aquestes notes estava embolicada al voltant d'un os de pollastre, que devia reforçar la força màgica de l'encanteri, una pràctica els orígens de la qual es poden rastrejar fins i tot en l'antic Egipte. Els encanteris s'escriuen en llatí amb l'escriptura majúscula quadrada o antiga cursiva en ús en aquell moment. Mentre que només dues taules de maledicció estan escrites en llatí vulgar, dotze s'escriuen en llatí clàssic i amb retòrica. La intercessió divina es demanava en nom de Mater Magna i Atis, per separat o com a parella divina. Les tauletes s'han traduït en part, i les transcripcions milloren constantment.

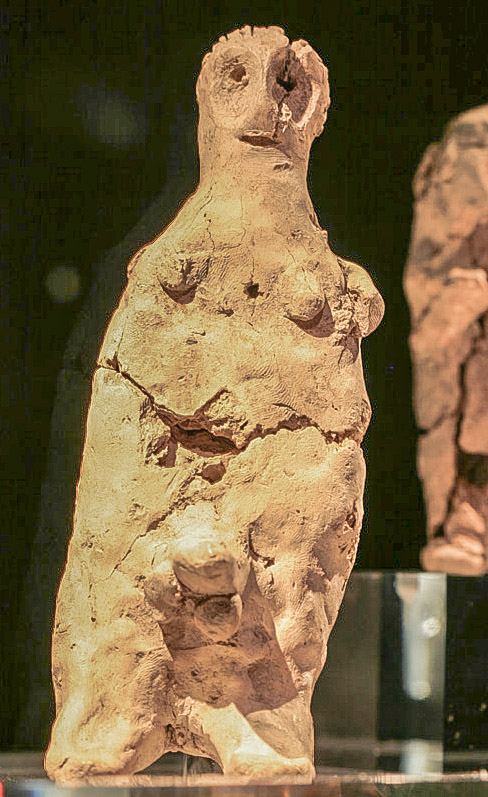
Una de les efígies màgiques descobertes

### Figuretes d'encantament
El descobriment, però, de dues figuretes de fang, anomenades "nines màgiques", proporciona la visió de la imaginació màgica del santuari. Es tracta de la figura de dos homes més o menys estilitzats modelats a mà. Havien estat llençats a una rasa (o pou) dins el santuari. Les dues figuretes tenen diverses punxades d'agulla per tot el cos, inclòs el cor. Se suposava que aquesta agressió simbòlica desencadenava un encanteri contra la persona objecte, la majoria de vegades per desviar l'amor. Una de les figuretes es trencava en dues i les peces es retorçaven l'una al voltant de l'altra. El conjurador havia d'expressar el desig que el seu oponent es desorientàs fins que la màgia tingués efecte. A més a més, en la figureta més grossa es va trobar una làmina de plom que devia designar la víctima de la dea: duu un cognom celta, llatinitzat en "Trutmo florus, fill de Clitmo" (Trutmo florus Clitmonis filius).

### El nan de bronze

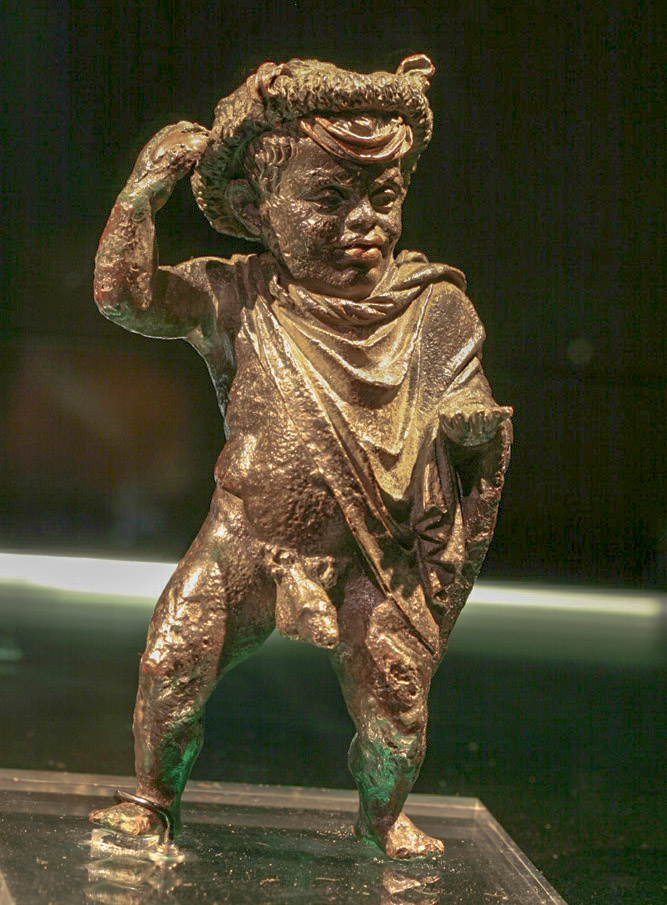
Estatueta de nan de bronze, segle I abans de la nostra era

Una de les troballes més valuoses del jaciment és una estatueta de bronze d'un nan. Probablement del segle I ae, ja era un objecte antic en el moment en què es trobava al temple. És una estatueta fosa en bronze massís d'una qualitat excepcional. Les ungles dels peus i les ungles són platejades.
El personatge, que duu una cinta als cabells i només una capa de roba, té l'esquena lleugerament arquejada. La mà esquerra, estirada cap endavant, devia sostenir un objecte (una tassa?) que ha desaparegut, mentre alça la mà dreta cap als cabells arrissats. L'estatueta amb tota probabilitat representava el convidat d'una cerimònia de tipus dionisíac.

## Enterrament de la dona de Hallstatt
Durant les excavacions del santuari, els arqueòlegs hi trobaren un cementiri de túmul funerari de l'època de Hallstatt. Totes les tombes estaven envoltades per una rasa i rematades amb un túmul. Algunes n'estaven cobertes per un túmul que, després del desenvolupament posterior, havia desaparegut. L'única excepció n'era una volta funerària que, tot i haver estat saquejada, donà molta informació. El reconeixement realitzat va permetre caracteritzar aquesta tomba com la d'una dona celta de l'època de Hallstatt d'alt estatus social. S'han trobat objectes personals de la morta, com ara joies, coberteria i restes d'una taula de fusta emprada per a transportar el cos. Els ossos es van trobar quasi completament, alguns trencats. Les restes de l'enterrament s'han estudiat dendrocronològicament i antropològica.
Dades dendroarqueològiques: el tauler mortuori, de 2,20 × 0,90 m, que formava la base de la tomba, estava molt ben conservat per les graves estèrils del Rin. Les recerques dendroarqueològiques de Trèveris van permetre datar la fusta (i per tant l'enterrament) entre el 680 i el 650 abans de la nostra era. Les restes d'aquest període són molt rares a Renània-Palatinat: aquest tauló és fins ara l'objecte de fusta més antic trobat a l'àrea.

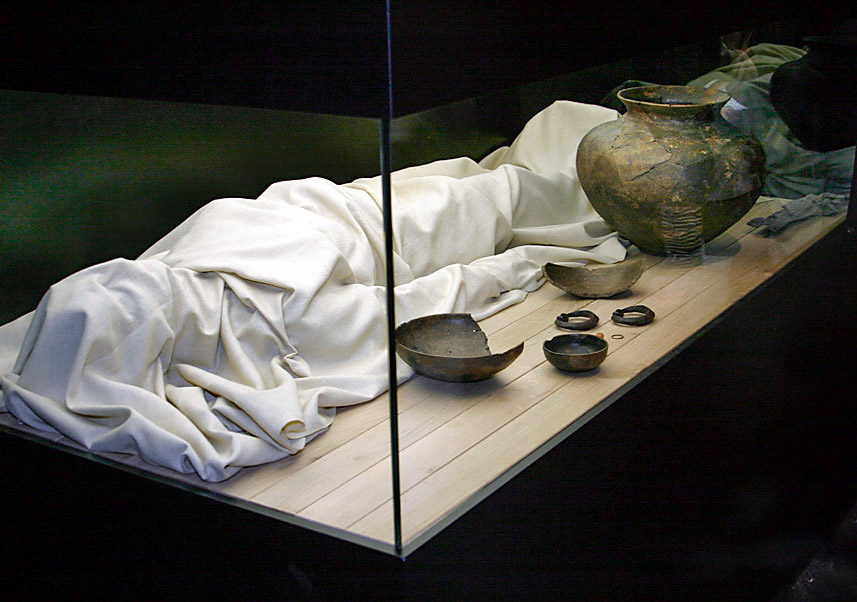
Tomba de la dona de Hallstatt (s. VII ae)

Dades antropològiques: Les investigacions antropològiques realitzades sobre l'esquelet van establir que es tractava d'una dona d'entre 35 i 45 anys. Durant la seua vida, aquesta persona era fràgil i prima, però l'alçada, d'uns 1,59 m, correspon a la mitjana de les dones d'aquella època. L'esquelet no va permetre determinar les causes de la mort. L'examen anatomopatològic només va revelar rastres de desgast al genoll (osteoartritis) i carrall pronunciat de les dents, especialment dels queixals.
Es preveu realitzar una reconstrucció facial de la cara a partir dels fragments del crani, trobats en la seua totalitat, amb mètodes de medicina forense.

## Altres restes

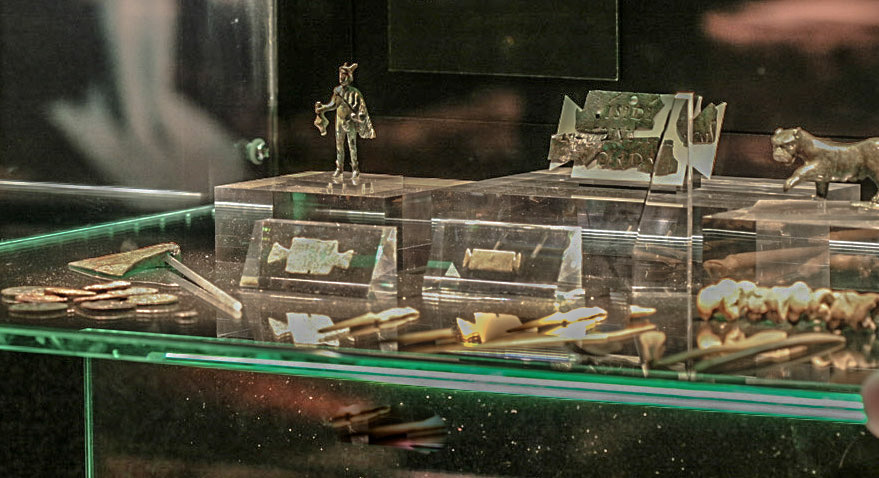
Vitrines que mostren les ofrenes descobertes

A més a més d'aquestes restes, s'hi va trobar un nombre molt elevat d'objectes. Entre els de pedra, n'hi havia altars i baixos relleus de totes mides, amb inscripcions o fragments de fris. Les estelles d'estuc, guix o rajola proporcionen informació sobre el mètode de construcció d'aquests objectes. Les ofrenes més comunes dels cultes antics es troben en grans quantitats: efígies d'altres déus, en particular de Mercuri i Venus, en bronze o argila, i altres estatuetes d'argila produïdes en massa amb temes tradicionals com ara parelles d'amants, estatuetes d'animals (que en fan de substitut simbòlic del sacrifici d'un de viu real), o fins i tot monedes, agulles d'os i miniatures de bronze. Les estatuetes masculines d'argila, i les dedicatòries fan referència als Pausarii, els membres del personal del santuari, organitzats militarment durant les celebracions del culte.
El nombre de llànties, unes 300, trobades al recinte sagrat, és inusualment elevat. Totes les làmpades tenen restes de sutge al broquet. La majoria n'eren entre les ofrenes carbonitzades, perquè s'hi llançaven després del sacrifici. Els llums d'oli més grans formaven part de la il·luminació del santuari.
El gran nombre d'ofrenes que hi ha a les fosses de sacrificis o expiació: ossos de gallines i ocells, relleus carbonitzats de brioixeria, pinyols de fruita, fruita seca, cereals, dàtils i figues, ous de gallina, etc., és important per a l'arqueologia. També s'hi ha trobat gran quantitat d'articles religiosos i profans, tasses i gerros, probablement per a libacions.

## Conseqüències per a l'arqueologia
La importància de les troballes, les relacions de les diferents restes entre si i la seua interpretació continua fins als nostres dies. S'ha anunciat una presentació dels primers resultats de les excavacions, però encara no s'ha realitzat. Els arqueòlegs responsables de les excavacions, però, ja han executat part dels treballs i han extret conclusions del jaciment.
Així, els historiadors desconeixien, per exemple, que el culte a Isis s'havia estés tan ràpidament a les províncies del nord de l'Imperi romà. La datació precisa del santuari, que es remunta sense possible ambigüitat al darrer terç del segle I, és a dir, durant el regnat de l'emperador Vespasià, els va obligar a revisar la cronologia rebuda. El Santuari de Magúncia també constitueix el primer santuari registrat fora d'Itàlia en què es veneraven les dues divinitats orientals. Fins aleshores es desconeixia que hi havia hagut un culte a Isis a Mogoncíacum, i el culte a Mater Magna, reconegut per algunes poques restes, semblava que es remuntava al segle II. La referència a Atis, una deïtat subordinada a Mater Magna, ha aparegut per primera vegada en tauletes d'ofrenes de Magúncia.
Les excavacions també han tret a la llum molts objectes. Entre aquests, la tomba de la dama de Hallstatt ocupa un lloc especial, i es considera que no té pas relació amb el santuari. Aquesta tomba de Mainz és un referent d'importància d'aquesta àrea per a la recerca històrica sobre l'edat del ferro gràcies a les dades dendrocronològiques replegades en el jaciment.
Al santuari es van trobar inscripcions religioses, les dedicacions de les quals i la datació es refereixen a esdeveniments polítics importants de l'àrea. Altres testimonis epigràfics sorprenents, rituals de maledicció inscrits en làmines de plom i nins embruixats, revelen quines pràctiques culturals màgiques es podrien realitzar (il·legalment segons el dret romà) en una província romana. El descobriment d'altars de sacrifici, ofrenes i fosses on es llançaven les víctimes, permet reconstruir el curs dels cultes oficials d'Isis i Mater Magna. A més d'ofrenes com ara objectes de terracota o de bronze, s'hi trobaren entre les restes calcinades una quantitat inusual d'ossos de galls i ocells adults, que semblen una especialitat d'aquest santuari. Els pollastres eren sacrificats a divinitats orientals, i el sacrifici d'ocells mai s'havia registrat abans.
Amb el Santuari d'Isis i Mater Magna de Magúncia, restes de la ciutat gal·loromana de Mogoncíacum s'exhibeixen al lloc de l'antic palau del governador romà, al fòrum, a l'amfiteatre i sobretot al recinte sagrat amb els temples de les divinitats imperials, Júpiter o Juno.